# Линд, Яков
Яков Линд (собственно – Хайнц Яков Ландвирт; нем. Jakov Lind, Heinz Jakov Landwirth; 10 февраля 1927, Вена — 17 февраля 2007, Лондон) — австрийский и английский писатель, переводчик, драматург, художник, актёр, кинорежиссёр, с 1954 года жил в Великобритании.

## Биография
Из еврейской семьи. Родители ещё до Аншлюса успели эмигрировать в Палестину и готовили приезд детей. Хайнц вместе с двумя сестрами некоторое время находился в детском доме в Нидерландах, готовясь переехать к родителям, но затем принял другое решение. Он перебрался в нацистскую Германию и жил там по голландским документам как Ян Геррит Овербек, служил юнгой на грузовой барже, курсировавшей по Рейну между Германией и Нидерландами.
В 1945 году под именем Яков Чаклан он переехал в Хайфу, где сменил множество профессий, женился. 
В 1950 году вернулся в Вену, два года занимался в театральной школе Семинар Макса Рейнхардта.
В 1954 году переехал в Лондон, где начал на немецком языке  писать автобиографическую прозу. Три книги, опубликованные в 1960-х годах под именем Яков Линд, и пьеса, поставленная по одной из них в Нью-Йорке и др. городах, сделали его известным. С конца шестидесятых Линд перешел на английский язык. Среди его произведений, кроме новелл, романов и пьес, – путевые записки, несколько драм и оперных либретто. Путешествовал, преподавал в университетах США, летом жил на Мальорке. Снялся в фильме Петера Лилиенталя Молчание поэтов (Das Schweigen des Dichters, 1987).

## Книги
- Душа-деревяшка/ Eine Seele aus Holz, новеллы (1962, англ. пер. 1964)
- Бетонированный пейзаж/ Landschaft in Beton, роман (1963, англ. пер. 1966)
- Лучший из миров/ Eine bessere Welt. In fünfzehn Kapiteln, роман (1966, англ. инсценировка «Ergo: A comedy», 1967, поставлена в Нью-Йорке в 1968)
- Counting My Steps, автобиография (1969)
- Numbers: A Further Autobiography, продолжение автобиографии (1972)
- The Trip to Jerusalem (1973)
- The Silver Foxes Are Dead and Other Plays, пьесы (1968)
- Travels to the Enu: The Story of a Shipwreck (1982)
- The Stove (1983)
- The Inventor (1987)
- Crossing: the Discovery of Two Islands, дальнейшее продолжение автобиографии (1991)

## Переводы на русский язык
- Душа-деревяшка. Пер. Инны Кузнец.

## Признание
Книги Линда переведены на многие европейские языки, имели большой читательский успех. Его проза получила высокую оценку Марселя Райх-Раницкого (1970). Он - лауреат премии Теодора Крамера (2007) и др. наград.